# Musikjahr 1664
Liste der Musikjahre

◄◄ | ◄ | 1660 | 1661 | 1662 | 1663 | Musikjahr 1664 | 1665 | 1666 | 1667 | 1668 | ► | ►►

Weitere Ereignisse
Dieser Artikel behandelt das Musikjahr 1664.

## Ereignisse
- 29. Januar: Die Zwangsheirat (Le mariage forcé), eine Komödie in Prosa des französischen Dichters Molière, wird als Ballettkomödie mit Musik von Jean-Baptiste Lully in den Gemächern der Königinmutter Anna im Louvre-Palast uraufgeführt. Ludwig XIV. tanzt bei der Uraufführung in einem Zigeunerkostüm. Daneben tanzen weitere Mitglieder der Hocharistokratie, die Rolle der Dorimène übernimmt die Marquise Du Parc. Die öffentliche Erstaufführung findet am 15. Februar im Palais Royal in Paris statt.
- Jean-Henri d’Anglebert wird Cembalist von König Ludwig XIV.
- Anthoni van Noordt wird Organist der Nieuwe Kerk in Amsterdam.
- Wolf Caspar von Klengel beginnt mit dem Bau des Opernhauses am Taschenberg in Dresden. Die Grundsteinlegung erfolgt im Auftrag von Kurfürst Johann Georg II. von Sachsen.

## Instrumental- und Vokalmusik (Auswahl)
- Giovanni Legrenzi – 16 Sonatas, op. 8
- Heinrich Schütz – Historia der Geburt Christi
- Bernardo Storace – Selva di varie compositioni
- Johann Heinrich Schmelzer – Sonatae unarum fidium, seu a violino solo
- Barbara Strozzi – Arie, op. 8

## Musiktheater
- Antonio Bertali – Pazzo amor

## Geboren

### Geburtsdatum gesichert
- 17. Januar: Antonio Salvi, italienischer Librettist († 1724)
- 23. Februar: Georg Dietrich Leyding, deutscher Komponist († 1710)
- 14. März: Silvio Stampiglia, italienischer Dichter und Librettist († 1725)
- 17. März (getauft): Georg Österreich, deutscher Komponist († 1735)
- 26. April: Martin Grünwald, deutscher Geistlicher, Theologe, Lehrer und Kirchenlieddichter († 1716)
- 02. Juni: Karl Andreas Redel, deutscher lutherischer Geistlicher und Kirchenlieddichter († 1730)
- 28. Juni: Nicolas Bernier, französischer Komponist († 1734)
- 06. August: Johann Christoph Schmidt, deutscher Komponist († 1728)
- 09. September: Johann Christoph Pez, deutscher Komponist und Kapellmeister († 1716)
- 01. Oktober: Johann Christoph Frauendorff, deutscher Librettist, Jurist und Bürgermeister († 1740)
- 09. November: Johann Speth, deutscher Organist († um 1721)

### Geboren um 1664
- Daniel Purcell, englischer Komponist († 1717)

## Gestorben

### Todesdatum gesichert
- 01. Januar: Charles Racquet, französischer Organist und Komponist (* um 1598)
- 15. Juni: Bonifazio Graziani, italienischer Organist und Komponist (* 1604 oder 1605)
- 16. Juli: Andreas Gryphius, deutscher Dichter, Kirchenlieddichter und Dramatiker (* 1616)

### Genaues Todesdatum unbekannt
- Juan Gutiérrez de Padilla, spanisch-mexikanischer Komponist (* um 1590)

### Gestorben um 1664
- Johann Klemm, deutscher Komponist, Organist und Musikverleger (* um 1595)